# Elecciones presidenciales de Cabo Verde de 1991
Las elecciones presidenciales de Cabo Verde de 1991 tuvieron lugar el domingo 17 de febrero del mencionado año con el objetivo de elegir al presidente de la República de Cabo Verde, que ejercería funciones por el período 1991-1996. Se trató de las primeras elecciones directas para el cargo luego del advenimiento del multipartidismo, poniendo fin al régimen socialista de partido único imperante desde la independencia, en las que la jefatura de estado era un cargo elegido indirectamente por la Asamblea Nacional Popular.
El presidente en ejercicio desde la independencia, Aristides Pereira, se presentó para la reelección por el Partido Africano de la Independencia de Cabo Verde (PAICV), otrora partido único, en busca de un cuarto mandato en el cargo. Los comicios se realizaron después de las elecciones parlamentarias del 13 de enero, en las cuales el Movimiento para la Democracia (MpD), partido de reciente fundación, había derrotado por amplio margen al PAICV y conseguido una mayoría de dos tercios del legislativo. El candidato del MpD fue António Mascarenhas Monteiro. Debido a la victoria del MpD en los comicios parlamentarios, se consideraba asegurado que Mascarenhas obtendría la victoria. Al igual que en las mencionadas elecciones anteriores, el MpD y el PAICV fueron las únicas fuerzas en disputa, sin que intervinieran independientes o terceros partidos.
Con una participación bastante más baja que en las elecciones de febrero, Mascarenhas obtuvo una rotunda victoria con el 73,44% de los votos válidamente emitidos contra el 26,56% de Pereira, que obtuvo muchos votos menos que los obtenidos por su partido tan solo un mes atrás. Mascarenhas logró abrumadores triunfos en las islas de la región de Barlovento y realizó una buena elección en el Sotavento, donde el PAICV retuvo cierta preeminencia. En general, Mascarenhas se impuso en cinco islas (Brava, Santiago, Santo Antão, São Nicolau, y São Vicente) mientras que Pereira ganó en cuatro (Boa Vista, Fogo, Maio, y Sal).

## Antecedentes
Tras la independencia de Cabo Verde de 1975, el país era un estado socialista de partido único, con el Partido Africano para la Independencia de Guinea y Cabo Verde (más tarde solamente Partido Africano de la Independencia de Cabo Verde), como única formación política legal. Bajo la constitución de 1980, el presidente de la República era elegido por la Asamblea Nacional. A principios de la década de 1990, se inició un proceso de transición a la democracia multipartidista, programándose elecciones parlamentarias para el 13 de enero de 1991. También se modificó la ley electoral para permitir una presidencia electa, permitiendo el pase a un sistema semipresidencialista.
Solo dos partidos políticos disputaron las elecciones, el PAICV gobernante y el Movimiento para la Democracia (MpD) recientemente fundado. El MpD obtuvo una aplastante victoria en las elecciones parlamentarias, logrando controlar dos tercios del legislativo, y se esperaba que ganara las elecciones presidenciales con facilidad. El presidente en ejercicio desde la independencia, Aristides Pereira, se presentó a la reelección para el que sería su cuarto mandato (pero contaría como primero bajo el nuevo sistema), a pesar de sus escasas posibilidades de éxito, mientras que el MpD postuló al jurista retirado António Mascarenhas Monteiro, que había sido presidente de la Corte Suprema durante el régimen.

## Sistema electoral
Bajo las disposiciones provisionales establecidas durante la transición democrática, e institucionalizadas tras la sanción de una nueva constitución en 1992, el presidente de la República de Cabo Verde es elegido directamente por los ciudadanos caboverdianos residentes tanto en el país como en el extranjero para un mandato de cinco años, con posibilidad de una sola reelección. Aunque el nuevo sistema electoral preveía un sistema de segunda vuelta electoral en caso de que ningún candidato presidencial lograra la mayoría, debido a que solo el PAICV y el MpD presentaron candidatos, no fue necesario aplicar el sistema en la primera elección presidencial.
Al igual que en los comicios parlamentarios, se permitió la participación de los caboverdianos residentes en el extranjeros, conocidos como «la diáspora». Sin embargo, se realizaron algunas restricciones en torno al registro y, finalmente, a la incidencia que este voto pudiera tener en una definición real de la elección, para evitar una injerencia indebida de una población migrante tan grande como la que tenía Cabo Verde, que pudiese generar resultados distintos al preferido por la mayoría de los residentes en la isla. Para evitar eso, se implementó un sistema por el cual el total de los votos de quienes sufragan en la diáspora: "no puede representar más de un quinto del total de votos emitidos en el territorio nacional. Si el número total de votos de los electores registrados en el extranjero excede ese límite, se convierten a un número igual al del límite y el número de votos emitidos en el extranjero para cada candidato se ajusta proporcionalmente".
Las candidaturas presidenciales se consideran «candidaturas ciudadanas» o «independientes», y es el único cargo estatal de Cabo Verde para el cual no es necesario que los candidatos sean apoyados por partidos políticos o los llamados grupos independientes. Sin embargo, no hay regulaciones que restrinjan la participación partidista en los comicios, y desde la instauración de la presidencia electa en adelante, todos los presidentes caboverdianos provendrían del bipartidismo.

## Campaña
La campaña electoral, que duró un mes, comenzó el 18 de enero de 1991, unos días después de realizadas las elecciones parlamentarias. La misma estuvo signada, a nivel nacional, por la reacción inmediata de la clase política a la aplastante victoria legislativa del MpD. El primer ministro Pedro Pires renunció al día siguiente del escrutinio, admitiendo que el gobierno «no se sentía legítimo» para continuar más tiempo en el poder. Sin embargo, se mantuvo en funciones hasta la jura de Carlos Veiga como nuevo jefe de gobierno. El 26 de enero, Pereira, en calidad de presidente constitucional, inauguró al nuevo gabinete y juramentó a Veiga. El nuevo primer ministro conformó un gabinete que consideraba «transicional», afirmando que los demás detalles los regularía «con el presidente que resulte electo en febrero», lo que fue considerado como una posible deslegitimación hacia Pereira. Mascarenhas hizo campaña criticando al PAICV por el período de partido único, acusándolos de lo que llamaba «usura del poder», y se consideró ampliamente como ganador antes de las elecciones, afirmando que el pueblo caboverdiano ya había expresado un deseo de cambio en los comicios parlamentarios. En materia de política exterior, la elección estuvo dominada por el estallido de la Guerra del Golfo Pérsico, aunque Pereira descartó que hubiera efectos preocupantes para Cabo Verde.

## Resultados

### Nivel nacional
|  | 73.44 % |

|  | 26.56 % |

|  | 98.21 % |

|  | 0.34 % |

|  | 1.45 % |

|  | 100.00 % |

|  | 61.38 % |

### Vencedor por isla
| Isla        | Mascarenhas (MpD) | Mascarenhas (MpD) | Pereira (PAICV) | Pereira (PAICV) |        | Votos válidos | Votos válidos | Blancos | Blancos | Nulos | Nulos  | Participación | Participación | Registrados |
| Isla        | Votos             | %                 | Votos           | %               |        | Votos válidos | Votos válidos | Blancos | Blancos | Nulos | Nulos  | Participación | Participación | Registrados |
| Boa Vista   | 443               | 30,94%            | 989             | 69,06%          | 1.432  | 98,42%        | 3             | 0,21%   | 20      | 1,37% | 1.455  | 76,58%        | 1.900         |             |
| Brava       | 1.199             | 58,43%            | 853             | 41,57%          | 2.052  | 99,23%        | 4             | 0,19%   | 12      | 0,58% | 2.068  | 68,91%        | 3.001         |             |
| Fogo        | 4.349             | 41,48%            | 6.135           | 58,52%          | 10.484 | 99,09%        | 14            | 0,13%   | 83      | 0,78% | 10.581 | 71,22%        | 14.856        |             |
| Maio        | 664               | 46,53%            | 763             | 53,47%          | 1.427  | 99,24%        | 6             | 0,41%   | 17      | 1,17% | 1.450  | 62,29%        | 2.328         |             |
| Sal         | 1.183             | 49,83%            | 1.191           | 50,17%          | 2.374  | 98,63%        | 8             | 0,33%   | 25      | 1,04% | 2.407  | 54,94%        | 4.380         |             |
| Santiago    | 32.647            | 78,29%            | 9.053           | 21,71%          | 41.700 | 98,12%        | 154           | 0,36%   | 648     | 1,52% | 42.502 | 55,35%        | 76.794        |             |
| Santo Antão | 13.047            | 87,07%            | 1.938           | 12,93%          | 14.985 | 98,05%        | 56            | 0,37%   | 241     | 1,58% | 15.282 | 70,70%        | 21.614        |             |
| São Nicolau | 2.978             | 70,09%            | 1.271           | 29,91%          | 4.249  | 94,74%        | 31            | 0,69%   | 205     | 4,57% | 4.485  | 63,31%        | 7.084         |             |
| São Vicente | 14.113            | 80,81%            | 3.351           | 19,19%          | 17.464 | 98,71%        | 57            | 0,32%   | 171     | 0,97% | 17.692 | 64,15%        | 27.577        |             |
| Total       | 70.623            | 73,44%            | 25.544          | 26,56%          | 96.167 | 98,21%        | 333           | 0,34%   | 1.422   | 1,45% | 97.922 | 61,38%        | 159.534       |             |